# Liste von durch Radiosender boykottierten Musikstücken
Diese Liste verzeichnet Musikstücke und Lieder, die aus inhaltlichen Gründen im Radio nicht gespielt wurden. Dazu zählen auch solche, die von den Sendern nur aus aktuellem Anlass und zeitlich begrenzt aus dem Programm genommen wurden.

## Längerfristig oder dauerhaft nicht gespielte Musiktitel
| Musiktitel                                | Interpret                        | Publikationsjahr | Radiosender                                                                  | Boykott-Jahr | Begründung | Quelle        |
| ----------------------------------------- | -------------------------------- | ---------------- | ---------------------------------------------------------------------------- | ------------ | --- | ------------- |
| Strange Fruit                             | Billie Holiday                   | 1939             | Diverse in den USA, anfangs die BBC, während der Apartheid alle in Südafrika | 1939         | Thematisierung von Lynchmorden in den Südstaaten der USA |               |
| Burn My Candle                            | Shirley Bassey                   | 1959             | BBC (andere sind nicht belegt)                                               | 1959         | Für das Jahr 1959 sehr offene und provokante Darstellung von Sexualität und sexuellem Verlangen („There's S for Scotch that's so direct / And for straight and simple Sex / I for invitation to / A close relationship to you / N for nothing bad, no less / S I N that's sin I guess“) | [ 1 ]         |
| Will You Still Love Me Tomorrow           | The Shirelles                    | 1960             | diverse in den USA                                                           | 1960         | Als anstößig empfundener Text, der von dem Morgen nach dem Sex erzählt. | [ 2 ]         |
| Tell Laura I Love Her                     | Ricky Valance                    | 1960             | BBC                                                                          | 1960         | Thematisierung von Sterben und Tod sowie riskantem Autofahren | [ 3 ]         |
| Johnny Remember Me                        | John Leyton                      | 1961             | BBC                                                                          | 1961         | Damals nicht akzeptierter Umgang mit den Themen Tod und Trauer: Das lyrische Ich beschreibt, wie es immer wieder die Stimme seiner vor einem Jahr verstorbenen Geliebten hört („Yes I'll always remember / Till the day I die / I'll always hear her cry / Johnny remember me“)         |               |
| Schuld war nur der Bossa Nova             | Manuela                          | 1963             | Bayerischer Rundfunk                                                         | 1963         | Als jugendgefährdend eingestufte Textpassage („Als die kleine Jane grade 18 war, führte sie der Jim in die Dancing Bar, doch am nächsten Tag fragte die Mama, Kind, warum warst Du erst heut morgen da?“)                                                                               |               |
| Louie Louie                               | The Kingsmen                     | 1963             | Diverse in den USA                                                           | 1963         | FBI-Untersuchung wegen möglicher Obszönitäten im Text |               |
| Eve of Destruction                        | Barry McGuire                    | 1965             | BBC und andere                                                               | 1965         | Schonungslose und schwermütige Darstellung der damals aktuellen Weltlage (im Einzelnen geht es um die Rassentrennung in Teilen der USA, den Vietnamkrieg sowie den Ost-West-Konflikt und die damit verbundene Kriegsangst)                                                              |               |
| (I Can’t Get No) Satisfaction             | The Rolling Stones               | 1965             | diverse Radiostationen weltweit                                              | 1965         | Wegen anstößigen Textes | [ 4 ]         |
| Marmor, Stein und Eisen bricht            | Drafi Deutscher                  | 1965             | Bayerischer Rundfunk                                                         | 1965         | Falsche Grammatik beanstandet: bricht im Singular statt brechen im Plural bei mehreren Subjekten. Dies ist in der Dichtung jedoch nicht unüblich. |               |
| My Generation                             | The Who                          | 1965             | BBC                                                                          | 1965         | An einigen Stellen des Liedes werden Buchstaben mehrfach gesungen (z. B. „My G-G-Generation“). Die Verantwortlichen der BBC befürchteten, hier könnten die Gefühle von stotternden Menschen verletzt werden.                                                                            | [ 2 ]         |
| God Only Knows                            | The Beach Boys                   | 1966             | USA                                                                          | 1966         | Wegen angeblich blasphemischen Textes | [ 6 ]         |
| Brown Eyed Girl                           | Van Morrison                     | 1967             | Radiostationen in den USA                                                    | 1967         | Neben der „gemischtrassigen“ Beziehung, die im Text thematisiert wird, wurde der Song vor allem wegen der Textzeile „making love in the green grass“ nicht gespielt. | [ 2 ]         |
| A Day in the Life                         | The Beatles                      | 1967             | BBC                                                                          | 1967         | Wegen angeblicher Drogenverherrlichung. | [ 7 ]         |
| I Am the Walrus                           | The Beatles                      | 1967             | BBC                                                                          | 1967         | Angebliche obszöne Inhalte (You've been a naughty girl / You let your knickers down) | [ 7 ]         |
| Lucy in the Sky with Diamonds             | The Beatles                      | 1967             | BBC                                                                          | 1967         | Wegen der angeblichen Verherrlichung der Droge LSD. | [ 2 ]         |
| Happiness Is a Warm Gun                   | The Beatles                      | 1969             | BBC                                                                          | 1969         | Missinterpretiert als Drogenverherrlichung. | [ 8 ]         |
| Hey Joe                                   | Jimi Hendrix                     | 1969             | BBC                                                                          | 1969         | Jimi Hendrix unterbrach eine Session mit Lulu während des Songs, um nach dem Split von Cream einen Tribut mit Sunshine of Your Love zu bringen, der keinen Platz für Lulu ließ. Dies führte dazu, das Jimi Hendrix nicht mehr auf BBC gespielt werden durfte.                           | [ 9 ]         |
| Je t’aime … moi non plus                  | Jane Birkin und Serge Gainsbourg | 1969             | Diverse weltweit, zuerst Radio Vatikan                                       | 1969         | Erotisch-provokanter Text (Im Lied wird ein Liebesakt gesanglich und klanglich dargestellt und dabei auch der Orgasmus nicht ausgespart) |               |
| Lola                                      | The Kinks                        | 1970             | Diverse in Australien, BBC                                                   | 1970         | Kontroversen um das Geschlecht einer Transperson, bei der BBC Verdacht auf Schleichwerbung („Coca-Cola“ in der ursprünglichen Textversion) |               |
| Give Ireland Back to the Irish            | Wings                            | 1972             | Vereinigtes Königreich und Teile Europas                                     | 1972         | Wegen Bezug zum Blutsonntag in Nordirland. |               |
| Love to Love You Baby                     | Donna Summer                     | 1975             | BBC und diverse in den USA                                                   | 1975         | Der Text besteht nur aus der unablässigen Wiederholung von „Love to Love you Baby“ und ist mit laszivem Stöhnen unterlegt. | [ 10 ]        |
| The Pill                                  | Loretta Lynn                     | 1975             | USA                                                                          | 1975         | Wegen der Promotion von Verhütungsmitteln. | [ 2 ]         |
| Glad To Be Gay                            | Tom Robinson                     | 1976             | BBC                                                                          | 1976         | Damals unerwünschte Thematisierung von Homosexualität und Homophobie, insbesondere Anprangerung von Polizeigewalt gegen homosexuelle Männer in Großbritannien | [ 11 ]        |
| Under One Roof / Mike und sein Freund     | The Rubettes / Bernd Clüver      | 1976             | Fast alle deutschen                                                          | 1976         | Damals unerwünschte Thematisierung von Homosexualität und Homophobie, bei der deutschen Version andererseits Vorwurf der klischeehaften Darstellung des Themas („ein Typ mit getöntem Haar“)                                                                                            |               |
| Anarchy in the U. K.                      | Sex Pistols                      | 1976             | Alle britischen                                                              | 1976         | Skandalträchtiger TV-Auftritt der Band am Vorabend der Single-Veröffentlichung (Es fielen Schimpfworte) |               |
| God Save the Queen                        | Sex Pistols                      | 1977             | BBC                                                                          | 1977         | Provokanter Text mit Spitzen gegen die Monarchie sowie Elisabeth II., die 1977 ihr 25-jähriges Thronjubiläum feierte („God save the Queen / The Fascist Regime (...) She's not a Human Being“)                                                                                          |               |
| Bobby Brown (Goes Down)                   | Frank Zappa                      | 1979             | Diverse US-amerikanische                                                     | 1979         | Obszön-provokanter Text (Thematisiert werden Homosexualität sowie BDSM und andere als ungewöhnlich geltende Sexualpraktiken) |               |
| Bodo Ballermann                           | Udo Lindenberg                   | 1979             | Einige deutsche                                                              | 1979         | Sarkastische Verballhornung des Fußballsports mit sexuellen Anspielungen („hat er dann reichlich mit den Groupies gepennt“ (…) „Als dann die Damen ihm seinen Samen nahmen“) | [ 12 ]        |
| Physical                                  | Olivia Newton-John               | 1981             | Einige britische und amerikanische                                           | 1981         | Wegen sexueller Freizügigkeit, das Video wurde außerdem wegen Homosexualität auf MTV zensiert. | [ 2 ]         |
| Skandal im Sperrbezirk                    | Spider Murphy Gang               | 1981             | Bayerischer Rundfunk, ZDF-Hitparade                                          | 1981         | Wort „Nutten“ im Refrain, ZDF: „zu heiß“ für den Moderator Dieter Thomas Heck |               |
| Spasticus Autisticus                      | Ian Dury & the Blockheads        | 1981             | BBC                                                                          | 1981         | Wegen angeblicher Beleidigung behinderter Personen, eigentlich ist genau das Gegenteil gemeint. 2012 anlässlich der Paralympische Spiele 2012 wurde der Bann offiziell aufgehoben, nachdem eine Reihe von Musikern mit Behinderung den Song aufführten.                                 | [ 8 ]         |
| (We Don’t Need This) Fascist Groove Thang | Heaven 17                        | 1981             | BBC                                                                          | 1981         | Wegen der Bezeichnung von Ronald Reagan als „Faschisten“. | [ 8 ]         |
| Bruttosozialprodukt                       | Geier Sturzflug                  | 1982             | mehrere deutsche Radiostationen                                              | 1982         | Wegen angeblicher Verunglimpfung Behinderter durch die Textzeile „Sie amputierten ihm sein letztes Bein, und jetzt kniet er sich wieder mächtig rein!“. Meist wurde eine entschärfte Version gespielt („Sie operierten ihn am rechten Bein.“).                                          |               |
| Detlev                                    | Ixi                              | 1982             | Alle westdeutschen                                                           | 1982         | Scheinbar positive Darstellung von Prostitution („Detlev ich bitte dich, geh doch für mich auf den Strich“) |               |
| Relax                                     | Frankie Goes to Hollywood        | 1983             | MTV, BBC                                                                     | 1984         | Angeblich obszöner Text, Sado-Maso- & Homosexuellen-Szenen in erster Videoversion | [ 2 ]         |
| I Want to Break Free                      | Queen                            | 1984             | USA                                                                          | 1984         | Wegen möglicher homosexueller Assoziationen. | [ 8 ]         |
| Jeanny (Part 1)                           | Falco                            | 1985             | Diverse im deutschsprachigen Raum                                            | 1985         | Verharmlosung respektive Verherrlichung von Vergewaltigung, obwohl diese Deutung des Textes umstritten ist. |               |
| I Want Your Sex                           | George Michael                   | 1987             | BBC                                                                          | 1987         | Das Wort „Sex“ im Titel sowie eindeutige Darstellung von Sexualität und sexuellem Verlangen im Text | [ 8 ]         |
| Burli                                     | EAV                              | 1987             | Alle westdeutschen                                                           | 1987         | Angebliche Diskriminierung von Menschen mit Behinderung (Im Lied geht es um Missbildungen infolge eines Atomunfalls) |               |
| Fuck tha Police                           | N.W.A.                           | 1988             | weltweit, Australian Broadcasting Corporation                                | 1988         | Für das US-amerikanische Radio und andere Stationen weltweit sowieso zu obszön spielte es in Australien Triple J sechs Monate, bevor der Song offiziell für das Radio verboten wurde.                                                                                                   | [ 8 ]         |
| Gehet hin und vermehret Euch              | Udo Jürgens                      | 1988             | Bayerischer Rundfunk und andere deutsche                                     | 1988         | Drastische Kritik an der Haltung der Katholischen Kirche zur Geburtenkontrolle | [ 13 ] [ 14 ] |
| We Call It Acieed                         | D Mob                            | 1988             | BBC                                                                          | 1988         | Wegen Drogenverherrlichung, in diesem Fall Acid. | [ 7 ]         |
| French Kiss                               | Lil’ Louis                       | 1989             | weltweit                                                                     | 1989         | Song enthielt Stöhnen einer Frau, die an einen Orgasmus denken ließ. | [ 8 ]         |
| Like a Prayer                             | Madonna                          | 1989             | weltweit, insbesondere in den USA, Ägypten, Italien und Russland             | 1989         | Auf Druck der American Family Association und des Vatikans wurde das Lied weltweit zensiert, insbesondere wegen des Musikvideos, aber auch wegen des angeblich blasphemischen Texts. | [ 2 ]         |
| S’Muaterl                                 | EAV                              | 1990             | Bayerischer Rundfunk und andere deutsche                                     | 1990         | Drastische Kritik an Papst Johannes Paul II. und den Positionen der katholischen Kirche. | [ 2 ]         |
| Cop Killer                                | Body Count                       | 1992             | weltweit                                                                     | 1992         | Wegen des Texts, der Polizistenmord verherrlichte. | [ 2 ]         |
| Creep                                     | Radiohead                        | 1992             | BBC                                                                          | 1992         | Sehr melancholischer Text (But I'm a creep / I'm a weirdo / What the hell am I doin' here? / I don't belong here) |               |
| Ebeneezer Goode                           | The Shamen                       | 1992             | BBC                                                                          | 1992         | Verherrlichung von Drogenkonsum, insbesondere von MDMA. | [ 7 ]         |
| Sexy M.F.                                 | Prince                           | 1992             | Diverse weltweit                                                             | 1992         | Aufgrund des anzüglichen Liedtext, in dem „Motherfucker“ für „MF“ gesungen wird |               |
| You Don’t Know How It Feels               | Tom Petty                        | 1994             | MTV, Radio                                                                   | 1994         | Angebliche Drogenverherrlichung (Let’s roll another joint) | [ 2 ]         |
| The Real Slim Shady                       | Eminem                           | 2000             | Boykott und Anzeige durch FCC                                                | 2001         | Wegen angeblicher Obszonitäten. Wurde von Eminem später im Song Without Me aufgegriffen. | [ 2 ]         |
| Walk On                                   | U2                               | 2001             | Myanmar                                                                      | 2001         | Wegen Unterstützung der demokratischen Bewegung von Burma und der Aktivistin Aung San Suu Kyi. | [ 2 ]         |
| Your Revolution                           | Sarah Jones                      | 2002             | Boykott und Anzeige durch FCC                                                | 2002         | Wegen angeblicher Obszönitäten, Verfahren wurde später eingestellt. | [ 2 ]         |
| Fuck It (I Don’t Want You Back)           | Eamon                            | 2003             | Britisches Radio                                                             | 2003         | Schimpfwörter (33 mal „Fuck“ im Refrain) | [ 2 ]         |
| LoveGame                                  | Lady Gaga                        | 2009             | weltweit                                                                     | 2009         | Als anstößig empfundener Text, insbesondere durch die Zeile „I want to take a ride on your disco stick“. |               |
| Judas                                     | Lady Gaga                        | 2011             | Libanon, christliche Radiosender                                             | 2011         | Im Libanon als Beleidigung des Christentums boykottiert und verboten. Auch katholische Gruppen boykottierten den Song. | [ 17 ]        |
| Red Nation                                | The Game                         | 2011             | MTV, BET, Radio                                                              | 2011         | Erwähnung von Gang-Kultur | [ 2 ]         |
| Vincent                                   | Sarah Connor                     | 2019             | Einige deutsche                                                              | 2019         | Als anstößig empfundene Textzeile („Vincent kriegt keinen hoch, wenn er an Mädchen denkt“, es geht um das Coming-out eines Teenagers) |               |

## Aus aktuellem Anlass nicht gespielte Musiktitel
| Musiktitel            | Interpret                    | Publikationsjahr | Radiosender                       | Nicht gespielt | Begründung | Quelle |
| --------------------- | ---------------------------- | ---------------- | --------------------------------- | -------------- | --- | ------ |
| Hey Joe               | Jimi Hendrix                 | 1966             | Clear Channel Communications      | 2001           | Zu gewalttätiger Text nach den Terroranschlägen am 11. September 2001                                                                    | [ 2 ]  |
| Street Fighting Man   | The Rolling Stones           | 1968             | Chicago                           | 1968           | Wegen Nähe zur Bürgerrechtsbewegung durch Richard J. Daley im Großraum Chicago aus Angst vor Ausschreitungen im Radio verboten.          | [ 18 ] |
| Space Oddity          | David Bowie                  | 1969             | BBC                               | 1969           | Aus Angst um die Astronauten der ersten Mondlandung. Erst nach der sicheren Landung der Besatzung von Apollo 11 wieder freigegeben.      | [ 7 ]  |
| Imagine               | John Lennon                  | 1971             | Clear Channel Communications      | 2001           | Nach den Terroranschlägen am 11. September 2001                                                                                          | [ 2 ]  |
| Sailing               | Rod Stewart                  | 1972             | Britisches Radio                  | 1982           | Mögliche Assoziation mit dem Falklandkrieg.                                                                                              | [ 2 ]  |
| Waterloo              | ABBA                         | 1974             | BBC                               | 1991           | Wegen möglichen Assoziationen zum Zweiten Golfkrieg                                                                                      | [ 8 ]  |
| Atomic                | Blondie                      | 1979             | BBC                               | 1991           | Mögliche Assoziationen vom Titel zum Thema „Krieg“ bzw. zum Golfkrieg 1991                                                               |        |
| In the Air Tonight    | Phil Collins                 | 1981             | BBC, Clear Channel Communications | 1991, 2001     | 1991 wegen möglichen Assoziationen zum Golfkrieg, 2001 nach den Terroranschlägen am 11. September 2001                                   | [ 2 ]  |
| It’s Raining Men      | The Weather Girls            | 1982             | Diverse in den USA                | 2001           | Mögliche Assoziationen nach den Terroranschlägen vom 11. September 2001                                                                  |        |
| Walk Like an Egyptian | The Bangles                  | 1986             | BBC, Clear Channel Communications | 1991, 2001     | 1991 wegen möglichen Assoziationen zum Golfkrieg, 2001 nach den Terroranschlägen am 11. September 2001                                   | [ 2 ]  |
| Unfinished Sympathy   | Massive Attack               | 1991             | BBC                               | 1991           | Mögliche Assoziationen vom Titel zum Thema „Krieg“ bzw. zum Golfkrieg 1991                                                               | [ 7 ]  |
| Juicy                 | The Notorious B.I.G.         | 1994             | USA                               | 2001           | Wegen der Textzeile time „to get paid/blow up like the World Trade“ und den Assoziationen mit den Terroranschlägen am 11. September 2001 | [ 2 ]  |
| Die Flut              | Joachim Witt / Peter Heppner | 1998             | Fast alle deutschen Sender        | 2005           | Mögliche Assoziationen zur vom Erdbeben im Indischen Ozean 2004 ausgelösten Flutkatastrophe                                              |        |
| Perfekte Welle        | Juli                         | 2004             | Fast alle deutschen Sender        | 2005           | Mögliche Assoziationen zur vom Erdbeben im Indischen Ozean 2004 ausgelösten Flutkatastrophe                                              |        |

## Ergänzende Informationen
- 2001 Clear Channel Memorandum, Liste mit Titeln, die anlässlich der Terroranschläge am 11. September 2001 für unpassend befunden wurden und deshalb nicht gespielt werden sollten